# Zhou Weiqi
Zhou Weiqi est un joueur d'échecs chinois né le 1er octobre 1986 à Changzhou. Il est grand maître international depuis 2008 et vice-champion d'Asie en 2009.
Au 1er mars 2019, il est le 16e joueur chinois avec un classement Elo de 2 588 points.

## Biographie et carrière
Zhou Weiqi a représenté la Chine lors de l'olympiade des moins de 16 ans en 2002, remportant la médaille d'or par équipe et la médaille d'argent individuelle au troisième échiquier.
En 2009, il finit :
- quatrième du championnat de Chine d'échecs ;
- deuxième du championnat d'Asie d'échecs (à égalité de points avec le vainqueur) ;
- 1er-5e (deuxième au départage) du mémorial Tchigorine à Saint-Pétersbourg avec 7 points sur 9 sans perdre une partie.

Sa médaille d'argent au championnat d'Asie le qualifiait pour la Coupe du monde d'échecs 2009 à Khanty-Mansiïsk. Lors de la coupe du monde, il battit Emil Sutovsky au premier tour avant d'être éliminé au deuxième tour par Gata Kamsky.
En 2010, Zhou Weiqi rempporte (après un départage en blitz) l'open de Malaisie à Kuala Lumpur avec 7 points sur 9 devant Cao Sang et S.  P. Sethuraman.
En 2011, il remporte (au départage) le premier open de Qinhuangdao avec 7 points sur 9 devant les meilleurs joueurs d'Asie chinois et vietnamiens : Zhou Jianchao, Nguyen Ngoc Truong Son, Parimajan Negi, Ding Liren, Wang Yue, Li Chao, Bu Xiangzhi, Lê Quang Liem.
Zhou Weiqi finit quatrième du tournoi d'échecs de Danzhou en 2013.  En avril 2015, il remporte la Doeberl Cup à Canberra en Australie.